# Maxim Dunajevskij
Maxim Isaakovič Dunajevskij (do roku 1961 Paškov, * 15. ledna 1945 Moskva) je ruský skladatel filmové hudby, od roku 2015 umělecký ředitel a předseda Umělecké rady Moskevské regionální filharmonie. Je nositelem titulů Zasloužilý umělec Ruské federace (1996). a Lidový umělec Ruské federace (2006)

## Život
Je synem skladatele Isaaka Dunajevského a Zoe Ivanovny Paškové (1922–1991), tanečnice Souboru písní a tance Ruské armády a Moskevského divadla operety. Jeho otec zemřel, když mu bylo 10 let. Jako nemanželský syn získal příjmení po otci až v šestnácti letech; do té doby nosil příjmení matky.
V roce 1970 ukončil studium kompozice na Moskevské státní konzervatoři; jeho učiteli byli Nikolaj Rakov, Dmitrij Kabalevskij, Andrej Ešpaj, Tichon Nikolajevič Chrennikov a Alfred Schnittke. Po ukončení studií se mohl stát skladatelem klasické hudby, ale jeho další umělecké směřování natrvalo poznamenalo setkání se souborem studentského divadla Lomonosovovy univerzity Náš dům, kde působil v letech 1964–1969 jako vedoucí hudební složky.
V letech 1969–1974 byl dirigentem Vachtangovovova divadla, v období 1974–75 hlavním dirigentem a hudebním ředitelem Moskevské music hall a v letech 1985–1987 uměleckým vedoucím a hlavním dirigentem Státního estrádního orchestru RSFSR.

## Společenská ocenění
- řád Petra Velikého I. stupně (2005)
- řád Pinocchio (2007, oceněn 5. února 2008)

V roce 2008 bylo jedné z dětských uměleckých škol v Kaliningradské oblasti uděleno jméno „Izák a Maxim Dunajevskij“.

## Diskografie

### LP (vydané u firmy „Melody“)
- 1977 – Píseň z pohádky „Když zpívají semafory“ (mignon)
- 1981 – Muzikál „Tři mušketýři“, (triple disk-gigant)
- 1982 – Song z k/f „Carnival“ (mignon)
- 1983 – „Město květin. (Michail Bojarskij zpívá písně Maxima Dunajevského)“, (mignon)
- 1984 – Hudba a písně z televizního filmu „Mary Poppins, goodbye!“ (disk-gigant)

### CD
- 1995 – Muzikál „Tři mušketýři“, (2 CD)
- 1996 – Nikolaj Karaçentsov „Moje malá dáma“, (CD)
- 1996 – Muzikál „Zemřít od štěstí a lásky“, (CD)
- 1996 – „Nejlepší píseň“, část první (CD)
- 1997 – „Nejlepší píseň“, část druhá (CD)
- 2001 – „D' Artagnan a tři mušketýři (Hudba a písně z televizního filmu)“, (CD)[4][5]
- 2001 – „Mary Poppins, goodbye! (Hudba a písně z телефильма)“, (CD)
- 2002 – „Zlatá kolekce“, část první (CD)
- 2002 – „Zlatá kolekce“, část druhá (CD)
- 2002 – „Zlatá kolekce“, část třetí (CD)[6]